# إريك مورلاند
إريك مورلاند (بالإنجليزية: Eric Moreland)‏ مواليد 24 ديسمبر 1991 في هيوستن، هو لاعب كرة سلة أمريكي بدأ مسيرته الاحترافية في سنة 2014 يلعب مع فريق سكرامنتو كينغز في الرابطة الوطنية لكرة السلة كلاعب وسط ويحمل الرقم 25. يبلغ طوله 6 قدم 10 بوصة (2.1 م).

## إحصائيات المسيرة

### الموسم الاعتيادي
| السنة   | الفريق         | لعب | بدأ | دقيقة | ميداني% | ثلاثية | حرة  | ارتداد | صنع | استلاب | تصدي | نقطة |
| ------- | -------------- | --- | --- | ----- | ------- | ------ | ---- | ------ | --- | ------ | ---- | ---- |
| 2014–15 | سكرامنتو كينغز | 3   | 0   | 0.7   | 1.000   | .000   | .000 | 0.3    | 0.0 | 0.0    | 0.0  | 0.7  |
| 2015–16 | سكرامنتو كينغز | 8   | 0   | 6.0   | .500    | .000   | .500 | 1.4    | 0.1 | 0.0    | 0.5  | 1.0  |
| المسيرة | المسيرة        | 11  | 0   | 4.5   | .571    | .000   | .500 | 1.1    | 0.1 | 0.0    | 0.4  | 0.9  |

## روابط خارجية
- إريك مورلاند على موقع إن بي أي (الإنجليزية)
- إريك مورلاند على موقع سبورتس رفرنس (الإنجليزية)
- إريك مورلاند على موقع كرة السلة الأوروبية.كوم (الإنجليزية)
- إريك مورلاند على موقع إي إس بي إن.كوم (الإنجليزية)
- إريك مورلاند على موقع كلية كرة السلة في سبورتس رفرنس.كوم (الإنجليزية)
- إريك مورلاند على موقع ريلجم (الإنجليزية)
- إريك مورلاند على موقع بروبوليرز (الإنجليزية)
- إريك مورلاند على موقع سبورتس رفرنس (الإنجليزية)
- إريك مورلاند على موقع سبورتس رفرنس (الإنجليزية)